# Fredrikshalds teater
Fredrikshalds teater är en teaterbyggnad i Halden i Norge. Den byggdes 1838 efter ritningar av Balthazar Nicolai Garben.
Teatern restaurerades 1982, och är i dag en välbevarad empirbyggnad med en av Norges bäst bevarade barockscener. Teatern drivs av Halden historiske samlinger, ett distriktsmuseum som även driver museerna på Fredrikstens fästning och Rød herregård i Halden. Den används fortfarande för föreställningar, konserter och möten.
I teatern finns en mängd scenutrustning från 1800-talet bevarad, däribland över 150 kulisser.
Fredrikshalds teater är med på den nordiska rutten av Europavägen historiska teatrar.